# Доминиканска Република на Светском првенству у атлетици на отвореном 2015.
Доминиканска Република је на Светском првенству у атлетици на отвореном 2015. одржаном у Пекингу од 22. до 30. августа, учествовала тринаести пут. Према пријави репрезентацију Доминиканске Републике представљало је 5 атлетичара (4 мушкарца и 1 жена), који су се такмичили у 5 дисциплина (4 мушке и 1 женска).,
На овом првенству Доминиканска Република је по броју освојених медаља делила 33. место са једном медаљом (бронзана).  Оборен је један национални рекорд, постигнут је један личних рекорд у сезони. У табели успешности према броју и пласману такмичара који су учествовали у финалним такмичењима (првих 8 такмичара) Доминиканска Република је са 1 учесником у финалу делила 53 место са 5 бодова.
| Плас. | Земља                  | 1. место | 2. место | 3. место | 4. место | 5. место | 6. место | 7. место | 8. место | Бр. финал. | Бод. |
| ----- | ---------------------- | -------- | -------- | -------- | -------- | -------- | -------- | -------- | -------- | ---------- | ---- |
| =53.  | Доминиканска Република | 0        | 0        | 0        | 1        | 0        | 0        | 0        | 0        | 1          | 5    |

## Учесници
| Мушкарци: - Јанкарлос Мартинез — 100 м, 200 м - Лугелин Сантос — 400 м, 4 х 400 м - Густаво Куеста — 400 м, 4 х 400 м - Yon Soriano — 4 х 400 м - Хуандер Сантос — 4 х 400 м | Жене: - Лавон Идлет — 100 м препоне |  |

## Освајачи медаља

### Бронза (1)
- Лугелин Сантос — 400 м

## Резултати

### Мушкарци
| Атлетичар                                                  | Дисциплина | Лични рекорд        | Предтакмичење | Предтакмичење | Квалификације        | Квалификације        | Полуфинале            | Полуфинале           | Финале                                     | Финале       | Детаљи                                       |
| Атлетичар                                                  | Дисциплина | Лични рекорд        | Резултат      | Место         | Резултат             | Место                | Резултат              | Место                | Резултат                                   | Место        | Детаљи                                       |
| ---------------------------------------------------------- | ---------- | ------------------- | ------------- | ------------- | -------------------- | -------------------- | --------------------- | -------------------- | ------------------------------------------ | ------------ | -------------------------------------------- |
| Јанкарлос Мартинез                                         | 100 м      | 10,14 (+1,9 м/с) НР | слободан      | слободан      | 10,19                | 5. у гр. 7           | Није се квалификовао  | Није се квалификовао | Није се квалификовао                       | 27 / 68 (71) | Архивирано на веб-сајту (24. новембар 2015)  |
| Јанкарлос Мартинез                                         | 200 м      | 20,22 (+1.0 м/с) НР |               |               | 20,34 КВ             | 2. у гр. 4           | 20,31                 | 4. у гр. 2           | Није се квалификовао                       | 14 / 54 (60) | Архивирано на веб-сајту (25. септембар 2018) |
| Лугелин Сантос                                             | 400 м      | 44,45 НР            | 44,62 КВ      | 1. у гр. 4    | 44,26 КВ, НР         | 2. у гр. 1           | 44,11 НР              | 4 / 44 (45)          | Архивирано на веб-сајту (27. август 2015)  |              |                                              |
| Густаво Куеста                                             | 400 м      | 45,09               | 45,59         | 7. у гр. 6    | Није се квалификовао | Није се квалификовао | Није се квалификовао  | 35 / 44 (45)         | Архивирано на веб-сајту (26. октобар 2015) |              |                                              |
| Густаво Куеста2 Yon Soriano Хуандер Сантос Лугелин Сантос2 | 4 х 400 м  | 3:00,44 НР          | 3:00,15 НР    | 6. у гр. 2    |                      |                      | Нису се квалификовали | 10 / 15 (16)         |                                            |              |                                              |

- Атлетичари означени бројем 2 су учествовали и у некој од појединачних дисциплина.

### Жене
| Атлетичарка | Дисциплина    | Лични рекорд        | Квалификације | Квалификације | Полуфинале            | Полуфинале            | Финале                | Финале  | Детаљи         |
| Атлетичарка | Дисциплина    | Лични рекорд        | Резултат      | Место         | Резултат              | Место                 | Резултат              | Место   | Детаљи         |
| ----------- | ------------- | ------------------- | ------------- | ------------- | --------------------- | --------------------- | --------------------- | ------- | -------------- |
| Лавон Идлет | 100 м препоне | 12,77 (+1,8 м/с) НР | 13,70         | 7. у гр. 1    | Није се квалификовала | Није се квалификовала | Није се квалификовала | 33 / 37 | [ мртва веза ] |